# Alberto Bruttomesso
Alberto Bruttomesso, né le 30 octobre 2003 à Valdagno, est un coureur cycliste italien. 
Il a notamment remporté une étape du Tour d'Italie espoirs en 2022,.

## Biographie
Alberto Bruttomesso commence le cyclisme à l'âge de neuf ans au Veloce Club Schio 1902.
Membre en 2022 de l'équipe Zalf Euromobil Fior, il s'engage en novembre 2022 au sein de la structure Bahrain Victorious. Le contrat stipule qu'il court au sein de l'équipe de développement Friuli ASD en 2023 avant de rejoindre en 2024 l'équipe première. En 2023, il est deuxième de la Coppa San Geo, du Mémorial Polese, du Grand Prix De Nardi et du Grand Prix Slovenian Istria. Son arrivée en 2024 au sein de Bahrain Victorious est confirmée durant le mois d'août.

## Palmarès
- 2020
  - 2e du championnat d'Italie de l'omnium juniors
- 2021
  - Champion d'Italie du contre-la-montre par équipes juniors
  - Coppa Montes
  - 2e étape du Giro della Lunigiana
  - 2e de la Medaglia d'Oro Città di Monza
- 2022
  - Criterium Montelupo Fiorentino
  - Trophée Visentini
  - Gran Premio General Store
  - Trophée de la ville de Castelfidardo
  - 1re étape du Tour d'Italie espoirs
  - 2e du Grand Prix De Nardi
- 2023
  - 2e de la Coppa San Geo
  - 2e du Mémorial Polese
  - 2e du Grand Prix De Nardi
  - 2e du Grand Prix Slovenian Istria
  - 2e du Circuit de Cesa
  - 2e de la Coppa del Mobilio

## Classements mondiaux
| Année                                 | 2022  | 2023  | 2024  |
| ------------------------------------- | ----- | ----- | ----- |
| Classement mondial                    | 1873e | 1169e | 1224e |
| UCI Europe Tour                       | 1205e | nc    | nc    |
|                                       |       |       |       |
| Légende : nc = non classéSource : UCI |       |       |       |